# 小行星934
小行星934（934 Thüringia）是一颗围绕太阳公转的小行星。1920年8月15日，沃爾特·巴德在汉堡描述了此天体。
該小行星以遠洋郵輪圖林根號輪船命名，巴德曾搭乘這艘郵輪造訪紐約。船長是一位業餘天文學家，並應邀為巴德的其中一個小行星命名。
这颗小行星的绝对星等为10.0等。

## 相关條目
- 小行星列表/10001-11000

## 外部連結
- Asteroid Lightcurve Database (LCDB) （页面存档备份，存于）, query form (info （页面存档备份，存于）)
- Dictionary of Minor Planet Names, Google books
- Discovery Circumstances: Numbered Minor Planets (10001)-(15000) （页面存档备份，存于） – Minor Planet Center
- 小行星934 at AstDyS-2, Asteroids—Dynamic Site
  - Ephemeris · Observation prediction · Orbital info · Proper elements · Observational info
- NASA JPL小天體瀏覽器上的小行星934

| 前一小行星： 小行星933 | 小行星列表 | 後一小行星： 小行星935 |